# Corybas karkarensis
Corybas karkarensis är en orkidéart som beskrevs av Pieter van Royen. Corybas karkarensis ingår i släktet Corybas, och familjen orkidéer. Inga underarter finns listade i Catalogue of Life.